# 段丽兰
段丽兰（1962年—），云南人，中国女子网球运动员。她曾获得1986年亚洲运动会网球比赛女子团体金牌和1982年亚洲运动会网球比赛女子团体银牌。